# Gurinhém
Gurinhém is een gemeente in de Braziliaanse deelstaat Paraíba. De gemeente telt 13.209 inwoners (schatting 2009).
De gemeente grenst aan Mulungu, Mogeiro, Juarez Távora, São José dos Ramos, Caldas Brandão en Mari.